# Elephas maximus sumatranus
L'elefante di Sumatra (Elephas maximus sumatranus) è una sottospecie di elefante asiatico. Come indica il nome, questo elefante vive solamente in Sumatra. L'elefante di Sumatra è più piccolo della sottospecie indiana ed è estremamente minacciato.
Un censimento della popolazione condotto nel 2000 ha indicato che rimangono solamente 2000-2500 elefanti selvatici. Il 65% degli elefanti di Sumatra morti sono vittime della persecuzione umana. Il 30% di queste vittime vengono avvelenate dall'uomo a causa della paura suscitata da questi animali. L'83% dell'antico areale dell'elefante di Sumatra è stato ora trasformato in piantagioni; ciò significa che l'elefante deve imparare ad adattarsi al suo nuovo habitat se vuole sopravvivere.

## Caratteristiche
In generale, gli elefanti asiatici sono più piccoli degli elefanti africani e hanno il punto più alto del corpo sulla testa. La punta del loro tronco ha un processo simile a un dito. La loro schiena è convessa o livellata. Le femmine sono generalmente più piccole dei maschi e hanno zanne corte o assenti .
Gli elefanti di Sumatra raggiungono un'altezza al garrese compresa tra 2 e 3,2 m (6,6 e 10,5 piedi), pesano tra 2.000 e 4.000 kg (4.400 e 8.800 libbre) e hanno 20 paia di costole. Il loro colore della pelle è più chiaro di quello di maximus e indicus con la minima depigmentazione .

## Distribuzione
L'elefante di Sumatra un tempo era diffuso sull'isola e si credeva che la provincia di Riau avesse la più grande popolazione di elefanti di Sumatra con oltre 1.600 individui negli anni '80. Nel 1985, un rapido sondaggio in tutta l'isola ha suggerito che tra 2.800 e 4.800 elefanti vivevano in tutte le otto province continentali di Sumatra in 44 popolazioni. Dodici di queste popolazioni si sono verificate nella provincia di Lampung , dove nel 2002 esistevano solo tre popolazioni secondo le indagini effettuate tra settembre 2000 e marzo 2002. La popolazione nel Parco Nazionale Bukit Barisan Selatan era stimata in 498 individui, mentre la popolazione nel Parco Nazionale di Way Kambas Parcoè stato stimato in 180 individui. La terza popolazione nel complesso Gunung Rindingan-Way Waya era considerata troppo piccola per essere vitale a lungo termine. 
Nel 2008, gli elefanti si erano estinti localmente in 23 dei 43 areali identificati a Sumatra nel 1985, indicando un declino molto significativo della popolazione di elefanti di Sumatra fino a quel momento. Nel 2008, l'elefante era localmente estinto nella provincia di Sumatra occidentale e rischiava di scomparire anche dalla provincia di Sumatra settentrionale . Nella provincia di Riau sono sopravvissuti solo circa 350 elefanti in nove aree separate.
A partire dal 2007 , la popolazione di elefanti di Sumatra è stimata in 2.400-2.800 individui selvatici, esclusi gli elefanti nei campi, in 25 popolazioni frammentate in tutta l'isola. Oltre l'85% del loro habitat si trova al di fuori delle aree protette.
Ad Aceh , i clan di elefanti di Sumatra dal collare radio preferivano le aree nelle fitte foreste naturali nelle valli fluviali e montane ad un'altitudine inferiore a 200 m (660 piedi); da lì si sono spostati in foreste eterogenee e hanno foraggiato vicino agli insediamenti umani principalmente di notte.

## Ecologia
Le femmine di elefante smettono di riprodursi dopo i 60 anni. La longevità massima in natura è di circa 60 anni. Le femmine di elefante in cattività sono sopravvissute fino a 75 anni mentre i maschi sono sopravvissuti a 60 anni. Partoriscono principalmente di notte, che dura circa 10 secondi. Il vitello è in grado di alzarsi da solo dopo 10-30 minuti.
Le femmine di elefante raggiungono il loro plateau di crescita in giovane età e si sviluppano più velocemente degli elefanti maschi, mentre gli elefanti maschi crescono di dimensioni maggiori e continuano a crescere man mano che invecchiano.

## Minacce
A causa della conversione delle foreste in insediamenti umani, aree agricole e piantagioni, molte delle popolazioni di elefanti di Sumatra hanno perso il loro habitat a causa dell'uomo. Di conseguenza, molti elefanti sono stati rimossi dalla natura o uccisi direttamente.  Oltre alla morte legata ai conflitti, gli elefanti sono anche oggetto di bracconaggio per il loro avorio. Tra il 1985 e il 2007 è morto il 50% degli elefanti di Sumatra. Tra il 1980 e il 2005, il 69% del potenziale habitat degli elefanti di Sumatra è stato perso in una sola generazione di elefanti e le forze motrici che hanno causato questa perdita di habitat rimangono ancora sostanzialmente incontrollate. Ci sono prove chiare e dirette da due province, Riau e Lampung, che mostrano che intere popolazioni di elefanti sono scomparse a causa della perdita dell'habitat. La maggior parte degli elefanti trovati nei campi di Sumatra sono stati catturati dopo aver depredato i raccolti nelle aree protette. Continua la riduzione dell'habitat degli elefanti per la conversione illegale dell'agricoltura.